# 5518 Mariobotta
5518 Mariobotta eller 1989 YF är en asteroid i huvudbältet som upptäcktes den 30 december 1989 av den tyske astronomen Johann M. Baur vid Chions-observatoriet. Den är uppkallad efter den schweizisk arkitekten Mario Botta.
Asteroiden har en diameter på ungefär 7 kilometer och den tillhör asteroidgruppen Flora.